# Liste de géomètres algébristes
 (juillet 2014).
- Si vous ne connaissez pas le sujet, laissez ce bandeau (vous pouvez alors contacter les auteurs).
- Si vous supprimez le contenu mis en cause (vous pouvez préalablement contacter les auteurs),

argumentez précisément cette suppression dans la page de discussion
(un manque de référence n'est pas un argument ; une recherche réelle de référence doit avoir été effectuée, être formellement documentée).
 (avril 2014).
Si vous disposez d'ouvrages ou d'articles de référence ou si vous connaissez des sites web de qualité traitant du thème abordé ici, merci de compléter l'article en donnant les références utiles à sa vérifiabilité et en les liant à la section « Notes et références ».
Un géomètre algébriste est un mathématicien spécialisé dans le domaine de la géométrie algébrique.
La liste ci-dessous n'est pas exhaustive :

## Classement par année de naissance
- 820 - Muhammad al Mahani[1]
- 900 - Abu Jafar al Khazin[1]
- 965 - al Hasan Ibn al Haytham (plus connu sous le nom d’Alhazen en Europe)[1]
- 1048 - Omar Khayyam[1]
  - Omar Khayyâm est considéré comme « l'un des plus grands mathématiciens du Moyen Âge »[2],[3]. Mais ses travaux algébriques ne furent connus[4] en Europe qu'au XIXe siècle[5].
- 1135 - Sharaf al Din al Tusi[1]
- 1380 - Jemshid Al Kashi[1]
- 1819 - George Salmon
  - Salmon est un géomètre algébriste, il découvre en collaboration avec Arthur Cayley, qu'il existe 27 lignes droites sur une surface cubique (une surface algébrique de degré 3).
- 1823 - Enrico Betti
  - Betti est connu pour ses contributions à l'algèbre et à la topologie, ainsi qu'aux théories de l'élasticité (théorème de réciprocité de Maxwell-Betti) et du potentiel. Il est parmi les premiers à comprendre l'importance de la théorie de Galois. Il a introduit une suite d'invariants topologiques, que Poincaré a baptisés nombres de Betti.
- 1843 - Enrico D'Ovidio
  - Il est considéré comme le fondateur de l'École italienne de géométrie algébrique, très active sur la période 1885-1935, avec les contributions de 30 à 40 mathématiciens.
- 1856 - Émile Picard
  - C'est un mathématicien français, spécialiste de l'analyse mathématique. Il a laissé son nom à une méthode itérative de résolution des équations intégrales.
- 1863 - Corrado Segre
  - Il est surtout connu pour ses contributions majeures au développement de la géométrie algébrique et est considéré comme le fondateur de l'École italienne de géométrie algébrique.
- 1871 - Federigo Enriques
  - La classification par Enriques (en) des surfaces algébriques à équivalence birationnelle près, les range dans cinq classes principales. Elle a servi de base aux travaux ultérieurs, jusqu'aux progrès accomplis par Kodaira dans les années 1950.
- 1882 - Emmy Noether
  - C'est une mathématicienne allemande spécialiste d'algèbre abstraite et de physique théorique. Décrite par Albert Einstein comme « le génie mathématique créatif le plus considérable produit depuis que les femmes ont eu accès aux études supérieures », elle a révolutionné les théories des anneaux, des corps et des algèbres. En physique, le théorème de Noether explique le lien fondamental entre la symétrie et les lois de conservation.
- 1899 - Oscar Zariski
  - Oscar Zariski fut un des mathématiciens les plus influents dans le domaine de la géométrie algébrique au XXe siècle. Il a écrit un livre célèbre sur les surfaces algébriques, prévu initialement comme un bilan du travail de l'école italienne. Il a reçu le prix Steele et le prix Wolf en 1981. Il a écrit également un livre sur l'algèbre commutative en deux volumes, avec Pierre Samuel. Ses articles ont été édités par les presses du MIT en quatre volumes.
- 1901 - Richard Brauer
  - Il a surtout travaillé en algèbre, mais a aussi apporté des contributions importantes en théorie des nombres. Il fut le fondateur de la théorie des représentations modulaires (en).
- 1903 - Andreï Kolmogorov
  - En 1934, il publie son travail sur la cohomologie (concept de la topologie) et obtient, grâce à cette thèse, le titre de docteur en mathématique et en physique.
- 1904 - Henri Cartan
  - En 1937, il émit l'idée de filtre en mathématique qu'il présenta au congrès Bourbaki de Chançay de septembre.
- 1906 - André Weil
  - Connu pour son travail fondamental en théorie des nombres et en géométrie algébrique, il fut un des membres fondateurs du groupe Bourbaki. Il est le frère de la philosophe Simone Weil et père de l'écrivain Sylvie Weil.
- 1909 - Claude Chevalley
  - Le théorème de Chevalley (1936) (appelé aussi théorème de Chevalley-Warning) désigne usuellement son résultat sur la résolubilité des équations sur un corps fini.
- 1921 - Pierre Samuel
  - Mathématicien français connu pour son travail en algèbre commutative et ses applications à la géométrie algébrique.
- 1926 - Jean-Pierre Serre
  - Il est considéré comme l'un des plus grands mathématiciens du XXe siècle. Il a reçu de nombreuses récompenses pour ses recherches, dont la médaille Fields en 1954, dont il est le plus jeune lauréat. Il est aussi le premier lauréat du prix Abel, créé en 2003.
- 1927 - Friedrich Hirzebruch
  - En 1954, il généralise le théorème de Riemann-Roch en dimension arbitraire pour des variétés algébriques sur le corps des nombres complexes[6]. Sa démonstration sera améliorée et étendue par Alexandre Grothendieck. Il a reçu de nombreux prix mathématiques.
- 1928 - Alexandre Grothendieck
  - Après des travaux remarquables en analyse fonctionnelle, il se tourne vers la géométrie algébrique. Il révolutionne ce domaine en établissant de nouvelles fondations et introduit la notion de schéma, en collaboration avec Jean-Pierre Serre. Les deux chercheurs correspondent énormément et leurs styles, bien que très différents, se complètent et portent leurs fruits[7]. Sa topologie raffine celle d'Oscar Zariski élaborée dans les années 1950[8].
- 1937 - Michel Demazure
  - On lui doit la notion de donnée radicielle (en) qu'il introduisit en 1970, le module de Demazure (en), nommé en son honneur et sur lequel il travailla en 1974. Plus tard, il travailla en mathématique appliquée à l'informatique, où il appliqua des notions de géométrie algébrique à la reconnaissance visuelle par ordinateur.
- 1937 - David Mumford
  - David Mumford est particulièrement connu pour avoir relancé l'étude classique des fonctions thêta. Il est aussi un des fondateurs de la théorie des variétés toriques, et a cherché à appliquer les méthodes aux bases de Gröbner.
- 1940 - Wolfgang Vogel
  - Wolfgang Vogel était un des plus éminents chercheurs dans le domaine de l'algèbre commutative et de la géométrie algébrique.
- 1944 - Pierre Deligne
  - Élève d'Alexandre Grothendieck[9], il obtient la médaille Fields en 1978 pour sa preuve des conjectures de Weil.
- 1949 - Michel Merle
  - En novembre 1982, il est conférencier du séminaire Bourbaki sur le thème « Variétés polaires, stratifications de Whitney et classes de Chern des espaces analytiques complexes »[10].
- 1951 - Jan Denef
  - Spécialisé en théorie des modèles, théorie des nombres et géométrie algébrique, il est renommé pour ses travaux précurseurs sur le dixième problème de Hilbert. Avec François Loeser, il a développé la théorie de l'intégration motivique[11] introduite par Maxime Kontsevitch, qui apporte un nouveau point de vue à la discipline.
- 1954 - Claude Sabbah
  - Chercheur à l'École polytechnique, spécialisé dans les aspects algébriques des équations différentielles linéaires dans le domaine complexe, il est renommé pour ses travaux en géométrie algébrique.
- 1964 - Maxime Kontsevitch
  - Chercheur éminent, il a reçu en 2012 le prix Shaw (1 million de dollars) et le prix de physique fondamentale (3 millions de dollars)[12].
- 1966 - Laurent Lafforgue
  - Médaille Fields 2002 pour ses travaux sur la correspondance de Langlands.